# Alfa Romeo 6C 2500 Coloniale
La Alfa Romeo 6C 2500 Coloniale o semplicemente Alfa Romeo 2500 C fu un veicolo militare tattico leggero prodotto dalla casa automobilistica italiana Alfa Romeo di Milano, impiegato dal Regio Esercito come vettura da collegamento di alta gamma per i comandi superiori durante la seconda guerra mondiale.

## Storia

Uno dei due prototipi della Coloniale, riconoscibile dal serbatoio supplementare a forma di parallelepipedo.

La vettura nacque dietro specifica del Ministero della Guerra per una versione militare da impiegare nelle colonie italiane dell'Alfa Romeo 6C 2500, ultima versione della 6C progettata da Vittorio Jano. Nel 1939 iniziò lo sviluppo della Coloniale, destinata ai comandanti ed alle massime autorità di governo, con la realizzazione di due prototipi che nell'ottobre dello stesso anno vengono inviati sulle piste rocciose dell'Africa Orientale Italiana (AOI). Qui le vetture coprono il percorso Asmara-Addis Abeba i due tappe alla velocità media di 71 km/h ed il percorso Dire Daua-Addis Abeba a 74 km/h. Le prove permisero di sperimentare la carburazione ai 2000 metri dell'Altopiano Etiopico ed il raffreddamento alle temperature africane. La messa a punto proseguì per tutto il 1940 ed il 1941, quando la versione definitiva entrò in produzione e venne inviata sul fronte nordafricano e su quello russo. Dal 1941 al 1943 le officine dell'Alfa Romeo produssero per il Regio Esercito 150 esemplari della vettura, ai quali si aggiungono 50 esemplari nella versione Alfa Romeo 6C 2500 Coloniale chiusa ordinate nel dicembre 1941 per le truppe sul fronte orientale e 44 Coloniali standard prodotte per la Wehrmacht dopo l'8 settembre 1943. La prevista versione a trazione integrale con cambio con riduttore non venne mai realizzata. Alcune delle vetture inviate in Russia furono catturate dall'Armata Rossa durante l'Operazione Saturno ed impiegate per il trasporto degli alti ufficiali sovietici. Le 2500 Coloniali rimasero in servizio dopo la guerra con l'Esercito Italiano fino al 1955 circa.
Tra gli altri, l'Alfa Romeo 2500 C venne utilizzata da Benito Mussolini in Albania nel 1941, dal generale Gastone Gambara in Africa settentrionale italiana e dal generale Giovanni Messe sul fronte orientale.

## Tecnica

### VersioneColoniale
La 2500 Coloniale è una torpedo basata sul telaio rinforzato della Alfa Romeo 6C 2500, caratterizzata da una buona potenza, buona capacità fuoristrada e grande autonomia. Il telaio è in configurazione 4×2 a trazione posteriore e guida a destra, ospita 4 o 6 passeggeri ed è munito di copertura a mantice in tela. I due posti anteriori sono divisi dal vano passeggeri posteriori da un secondo parabrezza fisso. Il motore è un potente esacilindrico in linea a benzina da 2433 cm³, erogante 87 CV a 4600 giri/min. Il cambio è a 4 marce più retromarcia, delle quali la 3ª e la 4ª sincronizzate. Rispetto al modello civile, la Coloniale è dotata di bloccaggio del differenziale, pneumatici maggiorati e filtro a bagno d'olio per la presa d'aria del carburatore, oltre a ricevere le dotazioni da campagna quali la pala ed il piccone, fissati su appositi sostegni sul bagagliaio, e le due ruote di scorta posizionate sui parafanghi, ai due lati del cofano. Notevolmente aumentata è infine l'autonomia: la vettura dispone infatti di un serbatoio da 120 litri (che garantisce da solo 850 km di autonomia), ai quali si aggiungono 70 litri divisi in quattro serbatoi supplementari: due da 25 litri, che nei prototipi erano semplici parallelepipedi fissati dietro alle ruote posteriori, nella versione definitiva vengono integrati nella carrozzeria della coda, che presenta così una linea continua; quelli da 10 litri invece hanno sezione triangolare e sono posizionati sul parafango, dietro alle ruote di scorta.

### VersioneColoniale chiusa

Una Coloniale chiusa in URSS.

A causa delle peculiari condizioni ambientali nelle quali erano stati chiamati a combattere gli italiani del CSIR prima e dell'ARMIR poi, i militari richiesero mezzi specificatamente dedicati al rigido clima delle steppe russe. Come successo per la Fiat 508CM Berlina FO, anche dalla 2500 Coloniale venne derivata una versione con carrozzeria tipo "berlina" in metallo, completamente chiusa e dotata di impianto di riscaldamento. Tale versione, le cui caratteristiche meccaniche e prestazionali rimanevano immutate, fu denominata  Alfa Romeo 6C 2500 Coloniale chiusa e fu ordinata in 50 esemplari, alcuni dei quali catturati ed impiegati anche dai russi.